# Handewitt

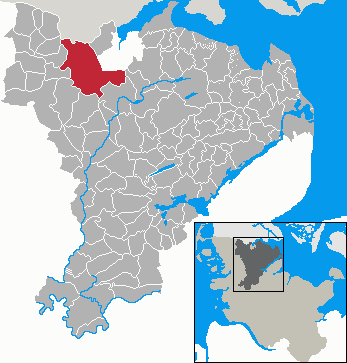

Handewitt (en danois Hanved) est une petite ville du district de Schleswig-Flensburg, dans le Schleswig-Holstein, en Allemagne.

## Histoire
Handewitt a été mentionnée pour la première fois dans un document officiel en 1231 sous le nom de Hanaewith.

## Jumelages
- Salacgrīva (Lettonie)

## Source
- (de) Cet article est partiellement ou en totalité issu de l’article de Wikipédia en allemand intitulé « Handewitt » (voir la liste des auteurs).